# Punto porcentual
Un punto porcentual es la unidad para la diferencia aritmética de dos porcentajes. Por ejemplo, pasar del 40 % al 44 % es un aumento de 4 puntos porcentuales, pero es un aumento real del 10 % en lo que se está midiendo. A nivel académico, la unidad de puntos porcentuales suele estar escrita, o abreviada como pp o p.p. para evitar ambigüedades. Después de la primera aparición, algunos escritores abrevian usando sólo "punto" o "puntos".

## Diferencias entre punto porcentual con diferecias porcentuales
Considerése el siguiente ejemplo hipotético: En 1980, el 50 por ciento de la población fumaba, y en 1990 sólo el 40 por ciento fumaba. Por lo tanto, se puede decir que de 1980 a 1990, la prevalencia del tabaquismo disminuyó en 10 puntos porcentuales, aunque el tabaquismo no disminuyó en 10 por ciento (disminuyó en 20 por ciento); los porcentajes indican proporciones, no diferencias.
Las diferencias en puntos porcentuales son una forma de expresar un riesgo o una probabilidad. Considérese un medicamento que cura una enfermedad determinada en el 70 por ciento de los casos, mientras que sin él, la enfermedad se cura espontáneamente sólo en el 50 por ciento de los casos. El fármaco reduce el riesgo absoluto en 20 puntos porcentuales. Las alternativas pueden ser más significativas para los consumidores de estadísticas, como el inverso multiplicativo, también conocido como el número de pacientes necesario a tratar (NNT). En este caso, la transformación recíproca de la diferencia de puntos porcentuales sería:
{\displaystyle 1/(20pp)=1/0.20=5}
Por lo tanto, si se trata a 5 pacientes con el fármaco, se podría esperar que se curara un caso más de la enfermedad de lo que se habría producido en ausencia del fármaco.
Para las mediciones con porcentaje como unidad, como el crecimiento, el rendimiento o la fracción de eyección, las desviaciones estadísticas y las estadísticas descriptivas relacionadas, como la desviación estándar y la raíz del error cuadrático medio, deben expresarse en unidades de puntos porcentuales en lugar de porcentajes. Es confuso utilizar erróneamente el porcentaje como unidad para la desviación estándar, ya que el porcentaje también se utiliza como unidad para el desviaión estándar relativa, es decir, la desviación estándar dividida por el valor medio (coeficiente de variación).